# Прва љубав (филм из 1970)
Прва љубав је југословенски љубавни филм из 1970. године.

## Радња
Случајни сусрет двоје младих на Макарској ривијери зближио их је. Она доживљава прву љубав али се разочара кад га нађе у загрљају са другом женом. Младић тада схвати да је она прва девојка према којој су његова осећања дубља од обичних симпатија. На растанку обећају једно другом да ће се на истом месту наћи кроз десет дана.

## Улоге
| Глумац                 | Улога |
| ---------------------- | ----- |
| Фарук Беголи           |       |
| Љиљана Лашић           |       |
| Александар Гаврић      |       |
| Весна Малохоџић        |       |
| Миодраг Петровић Чкаља |       |
| Душан Тадић            |       |
| Павле Вуисић           |       |

## Занимљивости
Ово је дебитантски филм Зорана Чалића који се касније прославио режијом филмског серијала Луде године